# プレミアリーグ殿堂
プレミアリーグ殿堂（英: Premier League Hall of Fame）は、1992年のプレミアリーグ創設以来、並外れた成功を収めてリーグに多大な貢献をした個人を認定し表彰する賞であり、プレミアリーグが個人に与える栄誉としては最高峰のものである。
殿堂入りした人物には、プレミアリーグから自身の名前と殿堂入りした年が刻まれた記念メダルが授与されるとともに、10,000£を受け取って選択した慈善団体に寄付をする。
当初は2020年に発表する予定だったものの新型コロナウイルスの世界的流行によって1年延期されたのち、2021年にティエリ・アンリとアラン・シアラーが最初の受賞者になることが発表された。

## 受賞資格
ノミネートされる選手は授与されるシーズン前に現役を引退しているのが条件である。すなわち、2021年にノミネートされる選手は2021年1月1日までに引退している必要がある。選手のパフォーマンスは他国リーグや2部以下の国内リーグ、FAカップやEFLカップなどでの成績は考慮されず、プレミアリーグでのパフォーマンスのみで判断される。また、候補者はプレミアリーグに250試合以上出場したか、次のいずれかを達成している必要がある。
- 同一クラブで200試合以上のプレミアリーグに出場した
- プレミアリーグ10周年記念チーム（英語版）、またはプレミアリーグ20周年記念チーム（英語版）に選出された
- プレミアリーグ・ゴールデンブーツまたはプレミアリーグ・ゴールデングローブの獲得経験がある
- プレミアリーグ年間最優秀選手に選出された
- プレミアリーグのタイトルを3回以上獲得した
- プレミアリーグで100ゴール以上得点したフィールドプレイヤー、または100試合以上のクリーンシートを達成したゴールキーパー

これらの条件を満たしている元選手のうち2人が先立って発表され、その後プレミアリーグが公表した候補者リストから一般投票とパネリスト投票で選ばれた複数名が追加で殿堂入り選手となる。
2023年からは、すでに受賞した選手らと同様に試合での業績とプレミアリーグの歴史への貢献が認められる監督も含まれるようになった。

## 殿堂入り選手・監督
各年の殿堂入り選手（または監督）は以下の通り。
2024年4月23日現在
| 受賞年 | 受賞者                   | Pos. | 試合数 | 得点数 | リーグ在籍期間       | 在籍したクラブ                                                                                               | 備考                                                               |
| ------ | ------------------------ | ---- | ------ | ------ | -------------------- | --- | ------------------------------------------------------------------ |
| 2021年 | アラン・シアラー         | FW   | 441    | 260    | 1992-2006            | ブラックバーンニューカッスル                                                                                 | リーグ優勝 : 1回ゴールデンブーツ : 3回                             |
| 2021年 | ティエリ・アンリ         | FW   | 258    | 175    | 1999-2007, 2012      | アーセナル                                                                                                   | リーグ優勝 : 2回ゴールデンブーツ : 4回年間最優秀選手 : 2回         |
| 2021年 | エリック・カントナ       | FW   | 156    | 70     | 1992-1997            | リーズ・ユナイテッドマンチェスター・ユナイテッド                                                             | リーグ優勝 : 4回月間最優秀選手 : 1回                               |
| 2021年 | ロイ・キーン             | MF   | 366    | 39     | 1992-2005            | ノッティンガム・フォレストマンチェスター・ユナイテッド                                                       | リーグ優勝 : 7回月間最優秀選手 : 2回                               |
| 2021年 | デビッド・ベッカム       | MF   | 256    | 62     | 1995-2003            | マンチェスター・ユナイテッド                                                                                 | リーグ優勝 : 6回月間最優秀選手 : 1回                               |
| 2021年 | デニス・ベルカンプ       | FW   | 315    | 87     | 1995-2006            | アーセナル                                                                                                   | リーグ優勝 : 3回月間最優秀選手 : 4回                               |
| 2021年 | フランク・ランパード     | MF   | 609    | 177    | 1995-2015            | ウェストハム・ユナイテッドチェルシーマンチェスター・シティ                                                   | リーグ優勝 : 3回年間最優秀選手 : 1回月間最優秀選手 : 4回           |
| 2021年 | スティーヴン・ジェラード | MF   | 504    | 120    | 1998-2015            | リヴァプール                                                                                                 | 月間最優秀選手 : 6回                                               |
| 2022年 | パトリック・ヴィエラ     | MF   | 307    | 32     | 1996-2005, 2009-2011 | アーセナルマンチェスター・シティ                                                                             | リーグ優勝 : 3回年間最優秀選手 : 1回                               |
| 2022年 | ウェイン・ルーニー       | FW   | 491    | 208    | 2002-2018            | エバートンマンチェスター・ユナイテッド                                                                       | リーグ優勝 : 5回年間最優秀選手 : 1回月間最優秀選手 : 6回           |
| 2022年 | イアン・ライト           | FW   | 213    | 113    | 1992-1999            | アーセナルウェストハム・ユナイテッド                                                                         | リーグ優勝 : 1回月間最優秀選手 : 1回                               |
| 2022年 | ピーター・シュマイケル   | GK   | 310    | 1      | 1992-1999, 2001-2003 | マンチェスター・ユナイテッドアストン・ヴィラマンチェスター・シティ                                           | リーグ優勝 : 5回年間最優秀選手 : 1回                               |
| 2022年 | ポール・スコールズ       | MF   | 499    | 107    | 1994-2011, 2012-2013 | マンチェスター・ユナイテッド                                                                                 | リーグ優勝 : 11回月間最優秀選手 : 4回                              |
| 2022年 | ディディエ・ドログバ     | FW   | 254    | 104    | 2004-2012, 2014-2015 | チェルシー                                                                                                   | リーグ優勝 : 4回ゴールデンブーツ : 2回                             |
| 2022年 | ヴァンサン・コンパニ     | DF   | 265    | 18     | 2008-2019            | マンチェスター・シティ                                                                                       | リーグ優勝 : 4回年間最優秀選手 : 1回                               |
| 2022年 | セルヒオ・アグエロ       | FW   | 275    | 184    | 2011-2021            | マンチェスター・シティ                                                                                       | リーグ優勝 : 5回ゴールデンブーツ : 1回月間最優秀選手 : 6回         |
| 2023年 | アレックス・ファーガソン | 監督 | 810    | -      | 1992-2013            | マンチェスター・ユナイテッド                                                                                 | リーグ優勝 : 13回月間最優秀監督 : 27回年間最優秀監督 : 11回勝率65% |
| 2023年 | アーセン・ベンゲル       | 監督 | 828    | -      | 1996-2018            | アーセナル                                                                                                   | リーグ優勝 : 3回月間最優秀監督 : 15回年間最優秀監督 : 3回勝率58%   |
| 2023年 | リオ・ファーディナンド   | DF   | 504    | 11     | 1995-2015            | ウェストハム・ユナイテッドリーズ・ユナイテッドマンチェスター・ユナイテッドQPR                                | リーグ優勝 : 6回月間最優秀選手 : 1回                               |
| 2023年 | ペトル・チェフ           | GK   | 443    | 0      | 2004-2019            | チェルシーアーセナル                                                                                         | リーグ優勝 : 4回ゴールデングローブ : 4回                           |
| 2023年 | トニー・アダムス         | DF   | 225    | 12     | 1992-2002            | アーセナル                                                                                                   | リーグ優勝 : 2回                                                   |
| 2024年 | アシュリー・コール       | DF   | 385    | 15     | 1999-2014            | アーセナルチェルシー                                                                                         | リーグ優勝 : 3回                                                   |
| 2024年 | アンディ・コール         | FW   | 414    | 187    | 1993-2008            | ニューカッスルマンチェスター・ユナイテッドブラックバーンフラムマンチェスター・シティポーツマスサンダーランド | リーグ優勝 : 5回月間最優秀選手 : 1回                               |
| 2024年 | ジョン・テリー           | DF   | 492    | 41     | 1998-2017            | チェルシー                                                                                                   | リーグ優勝 : 5回月間最優秀選手 : 1回                               |

1. ↑  128試合のクリーンシート
2. ↑  202試合のクリーンシート

## 各年の受賞候補者

### 2021年
2021年4月19日にティエリ・アンリとアラン・シアラーが殿堂入り選手として先立って発表された。その後、投票によって以下の23名の候補者から6名が殿堂入り選手として選出された。
太字はその年の追加受賞者
| - エリック・カントナ - トニー・アダムス - マット・ル・ティシエ - イアン・ライト - ピーター・シュマイケル - ロイ・キーン - レス・ファーディナンド - ソル・キャンベル - アンディ・コール - ロビー・ファウラー - ポール・スコールズ - デビッド・ベッカム | - フランク・ランパード - リオ・ファーディナンド - デニス・ベルカンプ - パトリック・ヴィエラ - マイケル・オーウェン - スティーヴン・ジェラード - ジョン・テリー - アシュリー・コール - ディディエ・ドログバ - ロビン・ファン・ペルシ - ネマニャ・ヴィディッチ |

### 2022年
2022年3月23日、ウェイン・ルーニーとパトリック・ヴィエラが殿堂入り選手として先立って発表された。その後、投票によって以下の25名の候補者から6名が殿堂入り選手として選出された 。
太字はその年の追加受賞者
| - トニー・アダムス - マット・ル・ティシエ - イアン・ライト - ピーター・シュマイケル - テディ・シェリンガム - レス・ファーディナンド - ソル・キャンベル - アンディ・コール - ロビー・ファウラー - ガリー・ネヴィル - ポール・スコールズ - リオ・ファーディナンド - マイケル・オーウェン | - ジョン・テリー - アシュリー・コール - エトヴィン・ファン・デル・サール - ルート・ファン・ニステルローイ - ペトル・チェフ - ディディエ・ドログバ - ロビン・ファン・ペルシ - パトリス・エヴラ - ネマニャ・ヴィディッチ - ヴァンサン・コンパニ - ヤヤ・トゥーレ - セルヒオ・アグエロ |

### 2023年
2023年3月29日にアレックス・ファーガソンとアーセン・ヴェンゲルが監督として初めて殿堂入りした。
3月30日には以下の15名の受賞候補者のリストが公開され、4月10日までの投票によって選ばれた3名が5月3日に新たな殿堂入り選手として発表された。
太字はその年の追加受賞者
| - トニー・アダムス - ソル・キャンベル - マイケル・キャリック - ペトル・チェフ - アンディ・コール - アシュリー・コール - ジャーメイン・デフォー - レス・ファーディナンド | - リオ・ファーディナンド - ロビー・ファウラー - ガリー・ネヴィル - マイケル・オーウェン - ジョン・テリー - ヤヤ・トゥーレ - ネマニャ・ヴィディッチ |

### 2024年
2024年3月25日にアシュリー・コールが新たな殿堂入り選手になることが発表された。同日、以下の15名の受賞候補者のリストが公開され、4月8日までの投票によって選ばれた2名が22日に新たな殿堂入り選手として発表された。
太字はその年の追加受賞者
| - ソル・キャンベル - マイケル・キャリック - アンディ・コール - ジャーメイン・デフォー - セスク・ファブレガス - レス・ファーディナンド - ロビー・ファウラー - エデン・アザール | - ガリー・ネヴィル - マイケル・オーウェン - ダビド・シルバ - ジョン・テリー - ヤヤ・トゥーレ - エトヴィン・ファン・デル・サール - ネマニャ・ヴィディッチ |

## 国籍別受賞者数
2024年4月23日現在
| 国籍             | 人数 |
| ---------------- | ---- |
| イングランド     | 12   |
| フランス         | 4    |
| スコットランド   | 1    |
| アイルランド     | 1    |
| アルゼンチン     | 1    |
| オランダ         | 1    |
| デンマーク       | 1    |
| コートジボワール | 1    |
| ベルギー         | 1    |
| チェコ           | 1    |